# Компримування
Компримування (рос. компримирование; англ. gas compression; нім. Komprimieren n, Verdichten n, Verdichtung f, Gaskomprimieren n, Gasverdichten n) — підвищення тиску газу з допомогою компресора.
Компримування — одна з основних операцій при транспортуванні вуглеводневих газів по магістральних трубопроводах, їх закачуванні в нафтогазові пласти для підтримування пластового тиску (з метою збільшення нафтоконденсатовилучення), в процесі заповнення підземних газосховищ, а також при скрапленні газів. Компримування здійснюється в один або декілька ступенів, тип і потужність компресора визначається залежно від кількості компримованого газу і необхідного ступеня підвищення тиску (ступеня стиснення). Компримування супроводжується підвищенням температури газу і, як правило, потребує його подальшого охолодження.